# Montcorbau
Montcorbau és un poble de la Vall d'Aran que forma part del municipi de Vielha e Mijaran i de l'entitat municipal descentralitzada d'Aubèrt e Betlan, a la Vall d'Aran. És un conjunt integrant de l'Inventari del Patrimoni Arquitectònic de Catalunya.
Independent fins a 1847, pertanyia a l'antic terme de Betlan.
És situat a 1.222 metres, al vessant de la serra d'Es Cròdos, damunt la riba dreta de la Garona, damunt de Betlan. S'hi accedeix pel mateix brancal de la N-230 que va de Vilac a Mont. La disposició urbana del poble és lineal, tot seguint la vora inclinada d'un replà sobre el barranc de les Roques Neres. A l'extrem inferior hi ha l'església parroquial de sant Esteve, d'origen romànic, reformat posteriorment.
Té una població d'uns 23 habitants que hi viuen tot l'any (2019), però en temporades altes arriben als 35 habitants, gràcies a segones residències igual que el seu poble veí de Mont.

## Llocs d'interès
- Església parroquial de Sant Esteve
- Capella de la Mare de Déu dels Desamparats
- Çò des de Ponin
- Çò des de Margalida
- Urna funerària romana de Montcorbau